# Arto Melleri
Arto Matti Vihtori Melleri, né le 7 septembre 1956  à Lappajärvi et mort le 13 mai 2005 à Helsinki, est un écrivain et poète finlandais. 

## Biographie
Fils d'Armas Johannes Melleri - un marchand, Arto Melleri est diplômé de l'école secondaire de Vimpeli en 1975. Il étudie à l'Université d'Helsinki et à l'Académie de théâtre de 1976 à 1980, obtenant son diplôme de dramaturge.
En tant qu'écrivain, Melleri fait ses débuts en 1970 avec la courte histoire Meno-paluu, qui paraît dans la série pour les jeunes lecteurs Kontakti. Ses productions comprennent des poèmes, des recueils d'histoires et de nouvelles, des pièces de théâtre, un scénario, un livret d'opéra et un roman.
En 1998, Melleri est heurté par une voiture et subit une lésion cérébrale. Cependant, il récupère suffisamment pour écrire de nouvelles œuvres. En 2004, il subit un autre accident dans lequel son cerveau est gravement endommagé, provoquant une paralysie unilatérale et une cécité partielle. Melleri meurt en 2005 à l'âge de 48 ans.

## Ouvrages
- Meno-paluu, 1970, histoire
- Liftarien yö, 1973, histoire
- Schlaageriseppele, 1978, poésie
- Nuorallatanssijan kuolema eli kuinka Pete Q sai siivet[2], 1978
- Mario ja taikuri, 1978, pièce de théâtre
- Zoo, 1979, poésie
- Pete Q. Jälkeenjääneet paperit[2], 1979
- Ilmalaiva 'Italia', 1980, poésie
- Sopimus Mr. Evergreenin kanssa, 1983. Pièce de théâtre
- Kuulustelu, 1983, pièce de théâtre
- Mau-Mau, 1982, poésie
- Siriuksen vieraat, 1984, pièce de théâtre
- Rubiinisilmäinen pääkallosormus, 1985, nouvelles
- Tuomiopäivän sävärit, 1987, roman
- Johnny B. Goethe, 1988, poésie
- Rouva Fortuna, 1989, pièce de théâtre
- Nuoruus, siivekästä ja veristä, poèmes 1972–89, 1989,
- Viiden aistin todistus, 1990, poésie
- Elävien kirjoissa, 1991, poésie
- Kuningatar Hysteria, 1993, poésie
- Aavekaupunki, 1995, pièce de théâtre (sarjakuvana Jarmo Mäkilän kanssa)
- Puukkobulevardi, 1997, poésie
- Kummitusjutun ilmakehä, 2001,
- Arpinen lemmen soturi, 2004, poésie
- Runot, 2006, poèmes
- Pääkallolipun alla, 2011,
- Romua rakkauden valtatiellä – Arto Mellerin elämä, 2011, biographie

## Prix
- Prix Kalevi Jäntti, 1979
- Prix de la littérature de l'État finlandais, 1986
- Prix Finlandia , 1991